# Juliomys pictipes
Juliomys pictipes е вид бозайник от семейство Хомякови (Cricetidae).

## Разпространение
Видът е разпространен в Аржентина и Бразилия.